# Tall Sufuk
Tall Sufuk (arab. تل صفوك) – miejscowość w Syrii, w muhafazie Al-Hasaka. W 2004 roku liczyła 5781 mieszkańców.